# Мара (приток Уды)
Мара — река в Нижнеудинском районе Иркутской области России.

## Данные водного реестра
По данным государственного водного реестра России относится к Ангаро-Байкальскому бассейновому округу, речной бассейн реки — Ангара, речной подбассейн реки — Тасеева, водохозяйственный участок реки — Чуна (Уда).
Код объекта в государственном водном реестре — 16010200112116200027979.

## Марский косогор
При строительстве Транссиба крутые борта долины вынудили провести значительные земляные работы. Это место Транссиба было известно как Марский косогор.